# Martin Heimsath
Martin Heimsath (* 22. Mai 1804 in Kassel; † 1876 in Hofgeismar) war ein deutscher Politiker und Mitglied der kurhessischen Ständeversammlung.

## Leben
Martin Heimsath war als Vizebürgermeister in Hofgeismar tätig und hatte in den Jahren von 1858 bis 1862 ein Mandat für die Zweite Kammer der kurhessischen Ständeversammlung. Er war für die Städte des Diemelstroms in dem Parlament, das nach den Unruhen im Jahre 1830 zum Zweck der Beratung und Verabschiedung einer Verfassung gebildet wurde und bis 1866 Bestand hatte, als das Land Hessen durch Preußen annektiert wurde.